# Ян Замойський (коронний гетьман)
Я́н Замо́йський (пол. Jan Sariusz Zamoyski; 19 березня 1542, с. Скоківка — 3 червня 1605, м. Замостя) — урядник та державний діяч Речі Посполитої. Представник шляхетського роду Замойських гербу Єліта. Великий канцлер коронний (1578—1605), сенатор. Великий гетьман коронний (1581—1605), великий підканцлер коронний (1576—1578), королівський секретар (з 1565). Генеральний староста краківський (1580—1585), ординат Замойський (1589—1605). Староста белзький, мендзижецький, кшешовський, книшинський, тикоцинський і дерптський. Засновник міста Замостя та Замойської академії (1595); ректор нації Падуанського університету. Виховувався у кальвіністській родині, але перейшов у католицизм. Був соратником польського короля Стефана Баторія. У війні за польську спадщину розбив війська Максиміліана III під Бичиною (1588). Брав участь у Лівонській війні (1577—1582), війні зі шведами (1600—1611), Молдавських походах (1595, 1601).

## Біографія

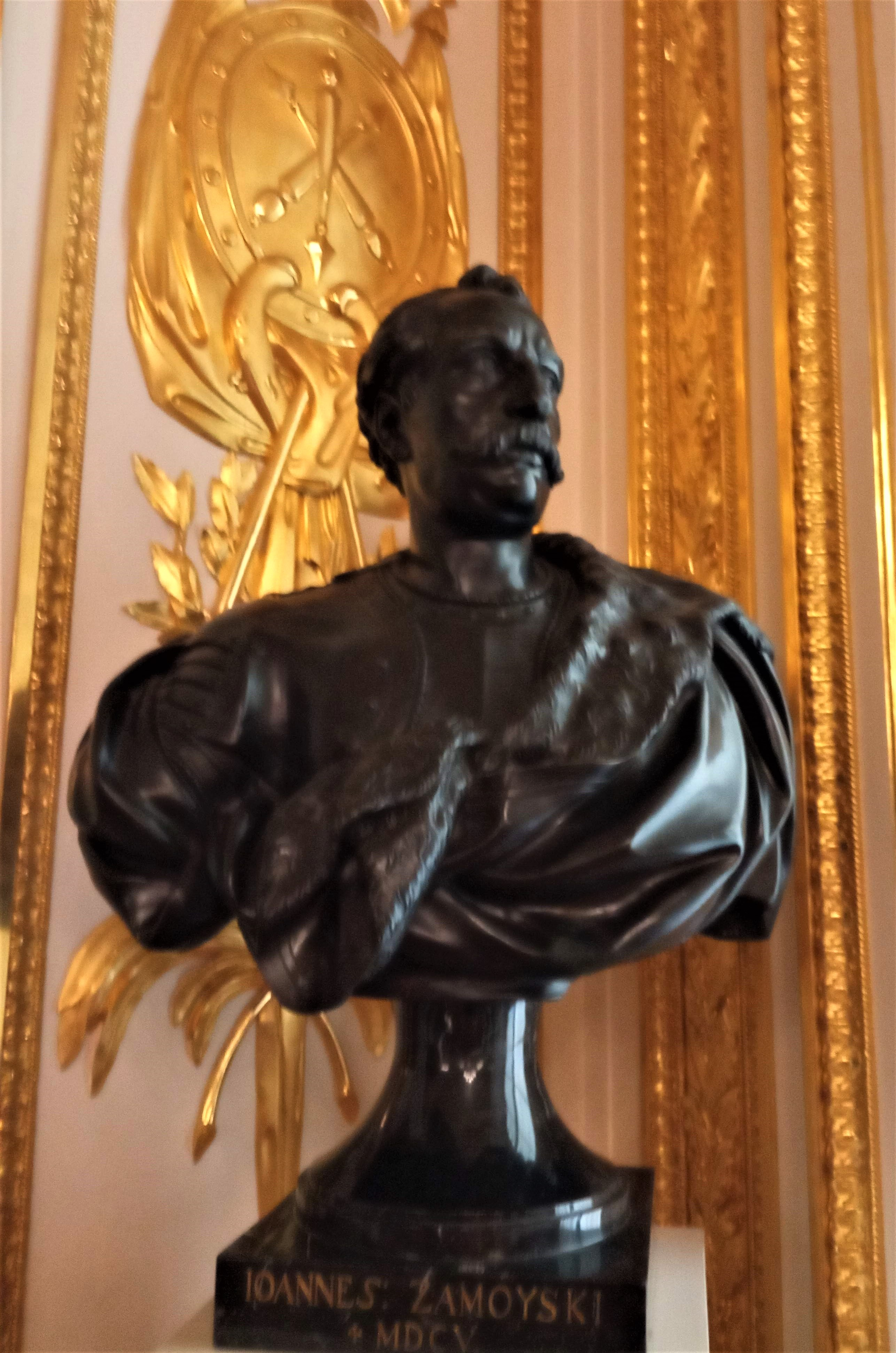
Погруддя Яна Замойського. Королівський палац у Варшаві

Народився 19 березня 1542 року в с. Скоківка. Син белзького старости, холмського каштеляна Станіслава Замойського та його першої дружини Анни Гербурт. Кальвінізм, який у той час був популярним серед шляхти, знайшов собі прихильника в особі батька Яна, що виховав свого сина також за законами цієї гілки християнства. 
1560 року батько відправив сина за кордон для закінчення освіти. Побувавши в Парижі, Страсбурзі, віддався в Падуї старанному вивченню латинської мови, юриспруденції. Результатом його занять був твір «De Senatu Romano». Цілком ймовірно, під час перебування в Італії в його релігійних переконаннях почав відбуватися переворот, що незабаром привів його до переходу в католицизм. 23 вересня 1561 обраний «консиліяром польської нації» студентів Падуанського університету, а 4 серпня 1563 року — ректором вишу.
Повернувшись на батьківщину, став працювати секретарем королівської канцелярії Сигізмунда II Августа, упорядкував державний архів, мав нагоду ґрунтовно познайомитися при цьому з державними законами Польщі, з різними важливими політичними документами.
Я. Замойський почав відігравати помітну роль на з'їздах і сеймах під час міжкоролів'я 1572 року. Після обрання на польський престол короля Генріха III Валуа в числі послів до нього був відправлений і він, тоді староста белзький. Йому вдалося здобути прихильність Генріха, що подарувало йому багате Книшинське староство. Під час другого міжкоролів'я Замойський став на чолі «партії п'ястівців», тобто бажаючих бачити у ролі короля поляка. Перехід його в ряди прихильників обрання Стефана Баторія пояснюється тим, що польська корона віддавалася останньому під умовою одруження із сестрою покійного короля Сигізмунда II Августа Анною — єдиною на той час представницею колишнього польського королівського дому.
Ім'я Я. Замойського тісно пов'язане з правлінням короля Стефана Баторія, для якого він був неоціненним помічником за своєю енергією, нелюбов'ю до магнатів, великою популярністю серед шляхти. Новий король поспішив зробити Я. Замойського віце-канцлером, канцлером, великим коронним гетьманом. Користувався відтоді небувалою в Польщі владою й значенням, поріднився із королем, вступивши в третій шлюб із племінницею Баторія — Гризельдою (1583).

Був «душею» всіх проектів внутрішніх перетворень у Польщі, брав активну участь у військових походах Баторія.
Зі смертю останнього становище Я. Замойського стало важким (мав багато ворогів серед магнатів; особливо ненавиділи його Зборовські, зокрема, через страту Самійла Зборовського). Вдалося в період 3-го безкоролів'я провести обрання королевича шведського Сигізмунда III Вази (походив по матері від Ягеллонів); військо обраного другою партією в королі польські ерцгерцога австрійського Максиміліана Я. Замойський розбив у битві під Бичиною (1588 року), взяв у полон. З першої зустрічі з Сигізмундом III відчув до нього антипатію, зовсім з ним розійшовся. Зовнішній політиці короля, що знаходився під впливом Австрії, не співчував, вважав її згубною для Польщі, активно їй протидіяв. Зі своєї сторони, король заважав йому в реалізації планів.
Його проекти про видання закону щодо порядку обрання королів, як і щодо рішення справ на сеймах більшістю голосів, не зустріли підтримки; втратив свій колишній вплив. На військовому поприщі йому вдалося зробити Польщі ряд великих послуг: два походи його в Молдавію (у 1595 і 1600 роках) призвели до зміцнення впливу Речі Посполитої у цій країні. У 1601 і 1602 роках брав участь у кампанії проти повсталих воєвод із блискучим успіхом.
Чимало старань доклав для розвитку наук, активно допомагав C. Баторію в запрошенні до Польщі відомих європейських учених. З багатьма вченими й письменниками перебував у добрих стосунках, любив оточувати себе ними, чинив їм заступництво.
У 1580 році на місці свого рідного гнізда Скокувки (Скоківки) заснував м. Замостя. 1594 року: улаштував там академію за зразком італійських університетів; перебудував Красниставський замок. Процвітати академія не могла (не мала належних засобів існування). Католицька реакція, що охопила Польщу в період правління Стефана Баторія, знайшла в особі Я. Замойського сильну опору. Ввів єзуїтів у свій будинок, друга дружина — Христина з Радзивіллів — перейшла із протестантизму до католицизму під їх впливом.
Заснував місто Івангород. Після заснування Замойської ординації довірив опікунство малим сином Томашем Іванові-Томі Дрогойовському у 1589 році.
Помер 3 червня 1605 року в Замості, де й був похований.

### Посади
Королівський секретар з 1566 року, підканцлер коронний з 1576 року, великий канцлер коронний з 1578 року, великий гетьман коронний з 1581 року, краківський генеральний староста у 1580—1585 роках, староста белзький, яворівський, мальборкський, книшинський, дерптський, мендзижецький, кшешувський, тикоцинський.

### Маєтності
Перед смертю посідав та володів 23 містами, 816 селами.

## Вшанування
- На його честь було названо вулиці у Львові: у 1885 році на Погулянці (нинішня вулиця Романчука)[11], а також 1928 року — на Левандівці (нинішня вулиця Пілотів[11].